# Northern Football League
De Northern Football League  is een Engelse regionale voetbalcompetitie voor clubs uit Noordoost-Engeland. De competitie werd opgericht in 1889 en is daarmee de langst bestaande competitie na de Football League.
De competitie bestaat uit twee divisies: Division One en Division Two. Division One is onderdeel van het negende niveau van de Engelse voetbalpiramide en bevindt zich daarmee vijf niveaus onder de Football League. De competitie beslaat de regio's Durham, Northumberland, Cumberland, Westmorland en de Noordelijke helft van North Yorkshire.

## Geschiedenis
De Northern League vormde samen met de Isthmian League en de Southern League jarenlang het hoogste niveau na de Football League. In 1968 werd de Northern Premier League daar nog aan toegevoegd.
In 1974 liet de FA het amateurvoetbal vallen en moesten de amateurcompetities zelf een plaats zoeken in de structuur van het zogenaamde "non-league"-voetbal (alle niveaus onder het profvoetbal). In 1979 weigerde de Northern League om leverancier te worden van de nieuwe Alliance Premier League en besloot om niet deel te nemen aan de voetbalpiramide. In de jaren '80 werd de competitie steeds minder aantrekkelijk toen toonaangevende clubs de overstap maakten naar competities die wél deelnamen aan de voetbalpiramide, waaronder de Northern Counties East League.
In 1991 werd dan toch besloten om deel te nemen aan de voetbalpiramide, maar de kans om leverancier te worden van de Conference was inmiddels verspeeld. De competitie werd onder de Northern Premier League geplaatst op het toenmalige achtste niveau.
In 1995 verloor de competitie nog meer van de glans die zij ooit had. De FA had namelijk bepaald dat alleen de drie hoogste competities van het National League System mochten deelnemen aan de FA Trophy. Hiermee werden alle clubs uit de Northern League uitgesloten van deelname, en werd deelname aan de FA Vase de enige andere mogelijkheid.

## Overzicht van clubs in het seizoen 2025/26
In het seizoen 2025/26 maken de volgende clubs deel uit van de Northern Football League:
| Division One - Birtley Town - Boro Rangers - Carlisle City - Crook Town - Easington Colliery - Guisborough Town - Horden Community Welfare - Kendal Town - Marske United - Newcastle Benfield - Newcastle Blue Star - Northallerton Town - North Shields - Penrith - Shildon - Thornaby - West Allotment Celtic - West Auckland Town - Whickham - Whitley Bay |  | Division Two - AFC Newbiggin - Alnwick Town - Billingham Synthonia - Billingham Town - Boldon Community Association - Chester-le-Street Town - Chester-le-Street United - Darlington Town - Durham United - Esh Winning - Grangetown Boys Club - FC Hartlepool - Jarrow - Newcastle University - Prudhoe Youth Club - Redcar Town - Ryton & Crawcrook Albion - Seaham Red Star - Sunderland RCA - Sunderland West End - Tow Law Town - Yarm & Eaglescliffe |